# Gilbert Paeffgen
Gilbert Paeffgen (* 21. Januar 1958 in Würzburg) ist ein deutscher Jazzmusiker (Schlagzeug, Appenzeller Hackbrett, Komposition).

## Leben und Wirken
Paeffgen, der in Würzburg aufwuchs, lernte ab dem 14. Lebensjahr Schlagzeug und spielte zunächst in Krautrock-Gruppen. Im Alter von 21 Jahren zog er nach Bern, wo er seit 1983 im Free Funk Trio mit dem Gitarristen Vincent Vonlanthen und dem Bassisten Bänz Oester arbeitete und zwei Alben vorlegte; die gleiche Besetzung trat zudem als Aventure Dupont auf und veröffentlichte 1988 und 1991 Tonträger. Daneben trat er zwischen 1983 und 1990 im Duo mit dem Perkussionisten Tini Hägler auf. Mit Paolo Fresu, Peter Waters und Tony Overwater bildete er das Treya Quartet, das durch seine Interpretationen von Gabriel Fauré auffiel. Er leitete ein eigenes Piano-Trio; zudem gründete er 2005 das Trio Hackbrettplus mit dem Bassisten Lorenz Beyeler und dem Gitarristen Nick Perrin und ist auch im Hackbrett-Sextett hammer sichel unruh aktiv. Weiterhin arbeitete er mit Giorgos Antoniou, Christoph Baumann, Vera Kappeler, Töbi Tobler, Eric Vloeimans oder Nicolas Thys. Zudem ist er auf Alben mit Werner Hasler/Pierre Audétat, Antonio Breschi, Shirley Grimes oder Philipp Läng zu hören.
2016 erhielt er den Kulturpreis der Bürgi-Willert-Stiftung.

## Diskographische Hinweise
- Paeffgen Hägler One (Unit Records 1985)
- Mike Del Ferro, Tony Overwater, Gilbert Paeffgen Evening Train (Accoustic Music 1994)
- Gilbert Paeffgen Trio Pedestrian Tales (Musikat 2002, mit Hans-Peter Pfammatter, Urban Lienert)
- Gilbert Paeffgen Trio Stolp  (meta records 2008)
- Karl Berger, Werner Hasler, Gilbert Paeffgen Hasler / Paeffgen / Berger (NoBusiness Records 2011)
- Susanna Dill, Gilbert Paeffgen 13 épisodes lumineux et enjoués (meta records 2015)
- Gilbert Paeffgen Trio Ossola (meta records 2019, mit Yves Theiler, Claude Meier; rec. 2016)[2]